# 1996年夏季残疾人奥林匹克运动会秘鲁代表团
1996年夏季残疾人奥林匹克运动会秘鲁代表团是秘鲁派出的1996年夏季残疾人奥林匹克运动会代表团。获得1枚金牌。